# Peter Tesch
Peter Tesch (ur. 6 grudnia 1965) – australijski dyplomata i urzędnik.
Studiował na University of Queensland. Pracę w MSZ rozpoczął w 1987. W 1989 mianowano go trzecim sekretarzem ambasady w Moskwie (do 1991). W latach 1997–1999 pełnił funkcję ambasadora w Kazachstanie. Od 2002 do 2005 był zastępcą stałego przedstawiciela przy ONZ w Nowym Jorku. W styczniu 2008 został komisarzem generalnym Australii ds. Expo 2010 w Szanghaju. Następnie objął kierownictwo australijskiej placówki w Berlinie (nominację ogłoszono 24 sierpnia 2009).